# Župnija Šturje
Župnija Šturje je rimskokatoliška teritorialna župnija dekanije Vipavska škofije Koper.

## Sakralni objekti
- župnijska cerkev sv. Jurija
- podružnična cerkev sv. Antona Padovanskega
- podružnična cerkev sv. Martina